# Calydna calamisa
Calydna calamisa är en fjärilsart som beskrevs av William Chapman Hewitson 1854. Calydna calamisa ingår i släktet Calydna och familjen Riodinidae. Inga underarter finns listade i Catalogue of Life.

## Bildgalleri

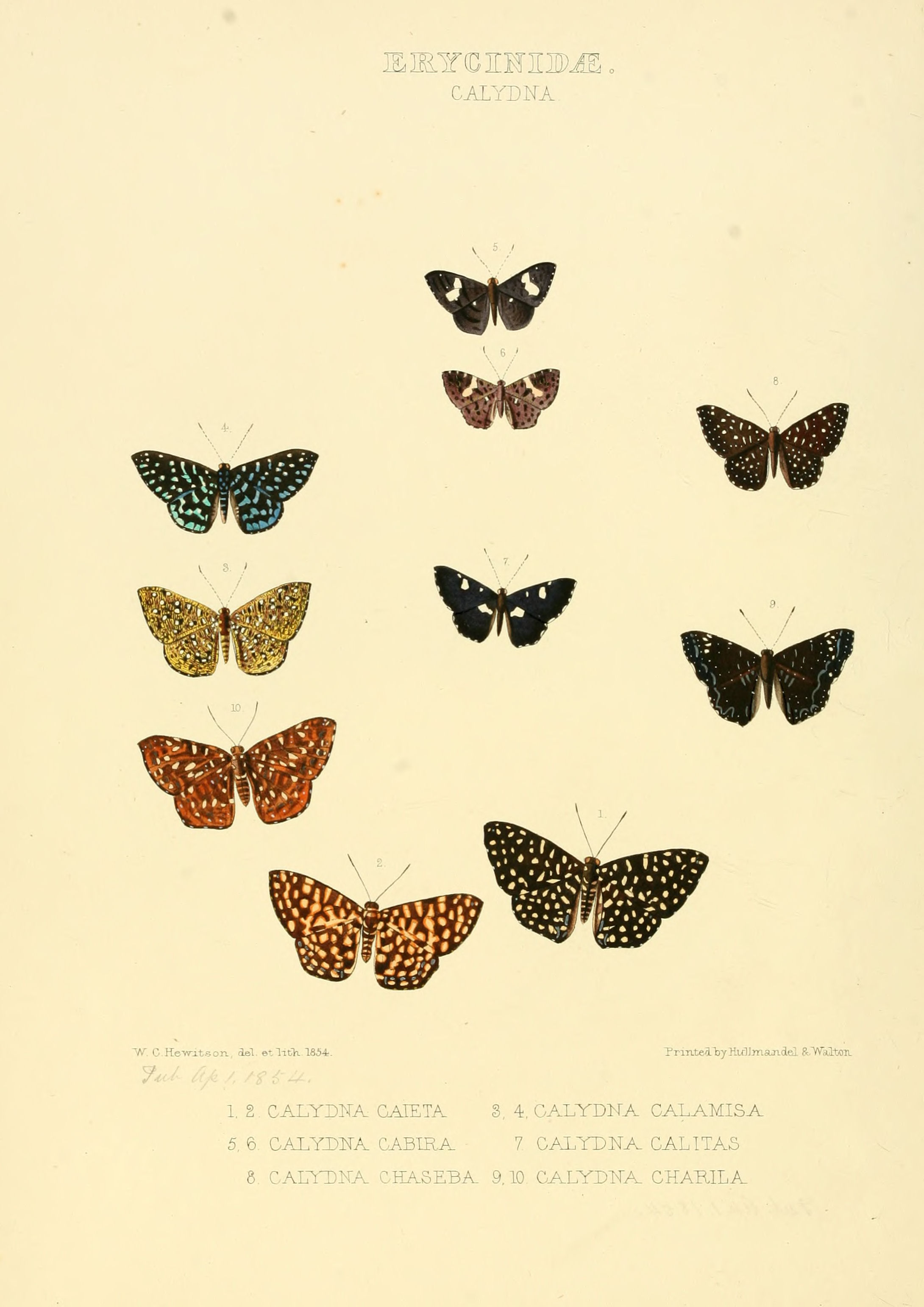